# Pulitzer Foundation for the Arts

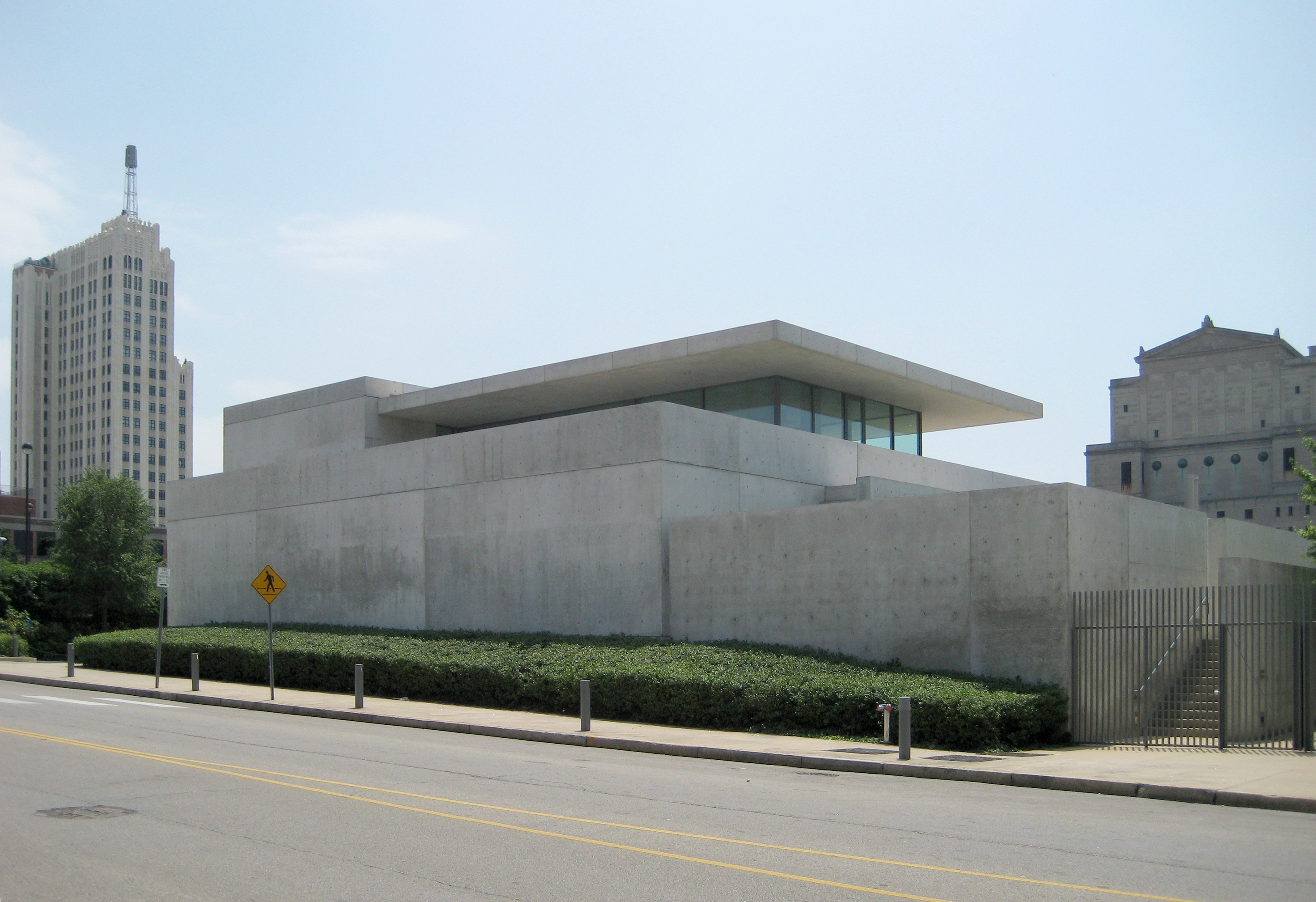
Bâtiment de la fondation Pulitzer. Le bâtiment à gauche en arrière-plan est le

La Pulitzer Foundation for the Arts à Saint-Louis (Missouri) ouvre ses portes en octobre 2001 avec un bâtiment conçu par Tadao Andō, architecte japonais de renommée mondiale, lauréat du prix Pritzker. La fondation Pulitzer se trouve au 3716 Washington Boulevard (entre Grand Boulevard et Spring Avenue).

## Bâtiment
La sculpture murale Blue Black d'Ellsworth Kelly, situé dans la galerie principale et la sculpture en spirale Joe de Richard Serra située dans la cour, ont été commandées pour le Pulitzer et sont en exposition permanente.

## Expositions
Les expositions au Pulitzer changent environ tous les six mois.

## Programmes
Le Pulitzer s'engage dans différents programmes en rapport direct avec les expositions en cours. Cela inclut des colloques, des tables rondes, et une variété d'initiatives et d'événements étudiants. En outre, le Pulitzer est engagé dans une série continue de concerts de chambre en collaboration avec l'orchestre symphonique de Saint Louis. Les programmes des concerts sont choisis en fonction de leur relation avec les œuvres d'art exposées.

## Référence
- (en) Cet article est partiellement ou en totalité issu de l’article de Wikipédia en anglais intitulé « Pulitzer Foundation for the Arts » (voir la liste des auteurs).